# Train de la Présidence de la République française

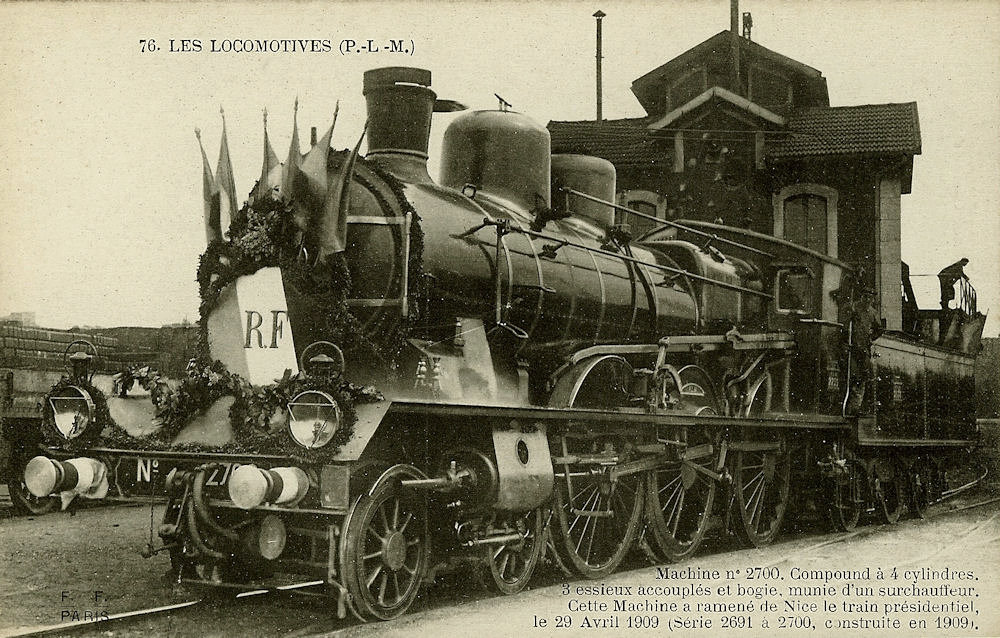
Locomotive du train présidentiel le 29 avril 1909

Train de la Présidence de la République française regroupe l'histoire des trois trains spéciaux de la présidence de la République française utilisés pour les déplacements du président, comprenant une voiture spécialement construite pour cet usage. Elles furent mises en service respectivement en 1913, 1955 et 1972.

## Train impérial
Avant le train présidentiel, un train impérial avait été commandé par la compagnie Paris-Orléans pour Napoléon III. L'aménagement intérieur du train était l'œuvre de Viollet-le-Duc. Ses sept wagons étaient peints en grenat et bleu outremer rehaussés de colonnettes et corniches de bronze doré. Les cabinets de toilette du couple impérial étaient garnis d'acajou et de damas, ceux des dames d'honneur de chêne et de reps, et celui des valets de chambre entourant de velours de laine des instruments d'usage courant. L'empereur se rendait alors à Biarritz à bord de ce train.
En 1868, la Compagnie des Chemins de fer de Paris à Lyon et à la Méditerranée procura à l'empereur un train impérial de sept wagons. C'est à bord de ce train que Napoléon III partit commander en personne la bataille de Sedan. Le train est alors vendu à la Russie le 29 novembre 1872 où il doit rejoindre le parc des trains du Tsar[réf. souhaitée].

## PR1- 1913
Le PR1, pour Présidence de la République 1, est la première voiture spécialement construite pour les déplacements du président de la République. La voiture est construite en 1913 par la Compagnie générale de constructions de Saint Denis, une commande conjointe des grandes compagnies ferroviaires françaises de l'époque. Construite initialement en bois, sa structure est modifiée avec du bois tôlé en 1932. Plus tard, la voiture est équipée de bogies à deux essieux. Son luxueux intérieur est signé Lalique, entièrement marqueté et richement décoré dans un style Art déco. La voiture dispose d'un salon, d'un bureau et d'une chambre présidentielle ainsi que de deux cabines et un office. La voiture présidentielle est inaugurée en 1923 par un déplacement du président Millerand. Les présidents suivants, de Gaston Doumergue à René Coty, l'utilisent également. Le président Albert Lebrun l'utilise notamment pour son voyage à Londres les 20 et 21 mars 1939[réf. souhaitée]. La voiture présidentielle est réformée en 1954 et remplacée par la PR2 l'année suivante.

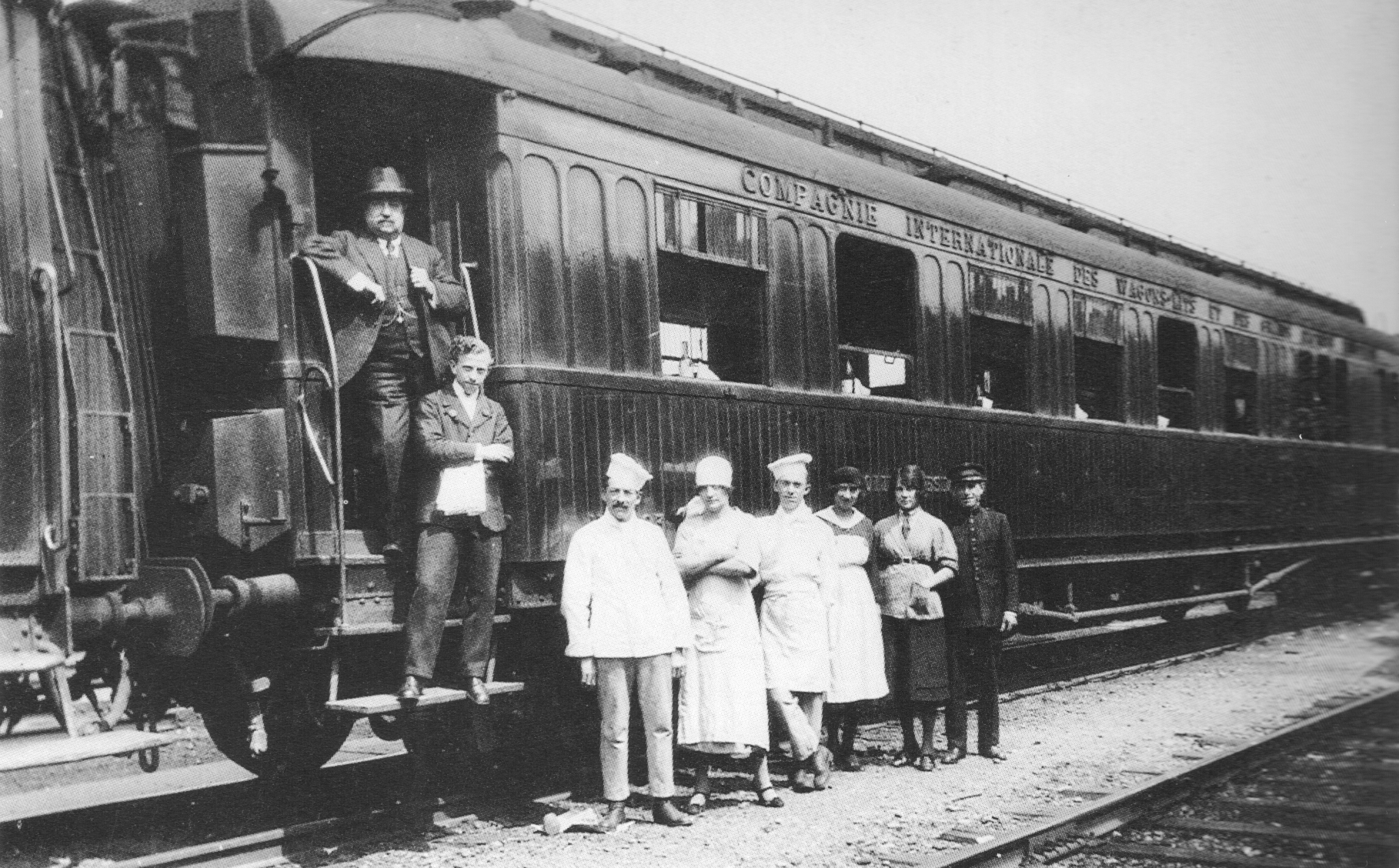
La brigade du train présidentiel en 1919

### Banquets offerts à bord du train présidentiel
Les voyages officiels et trains spéciaux de toutes natures ont donné lieu à de très nombreux banquets servis à bord. Ces voyages sont accompagnés par six chefs de brigades : MM. Lagarde (de 1887 à 1890) ; Rousta (de 1890 à 1912) ; Bouvier (de 1912 à 1929) ; Jarlan (de 1929 à 1941) ; Schneider (de 1941 à 1958) et Goutte (de 1958 à nos jours). Charles Bouvier en particulier a réuni une collection de 1000 menus datant de 1887 à 1931, visible dans le restaurant d'application de l'école supérieure d'hôtellerie Luxury Hotelschool Paris.

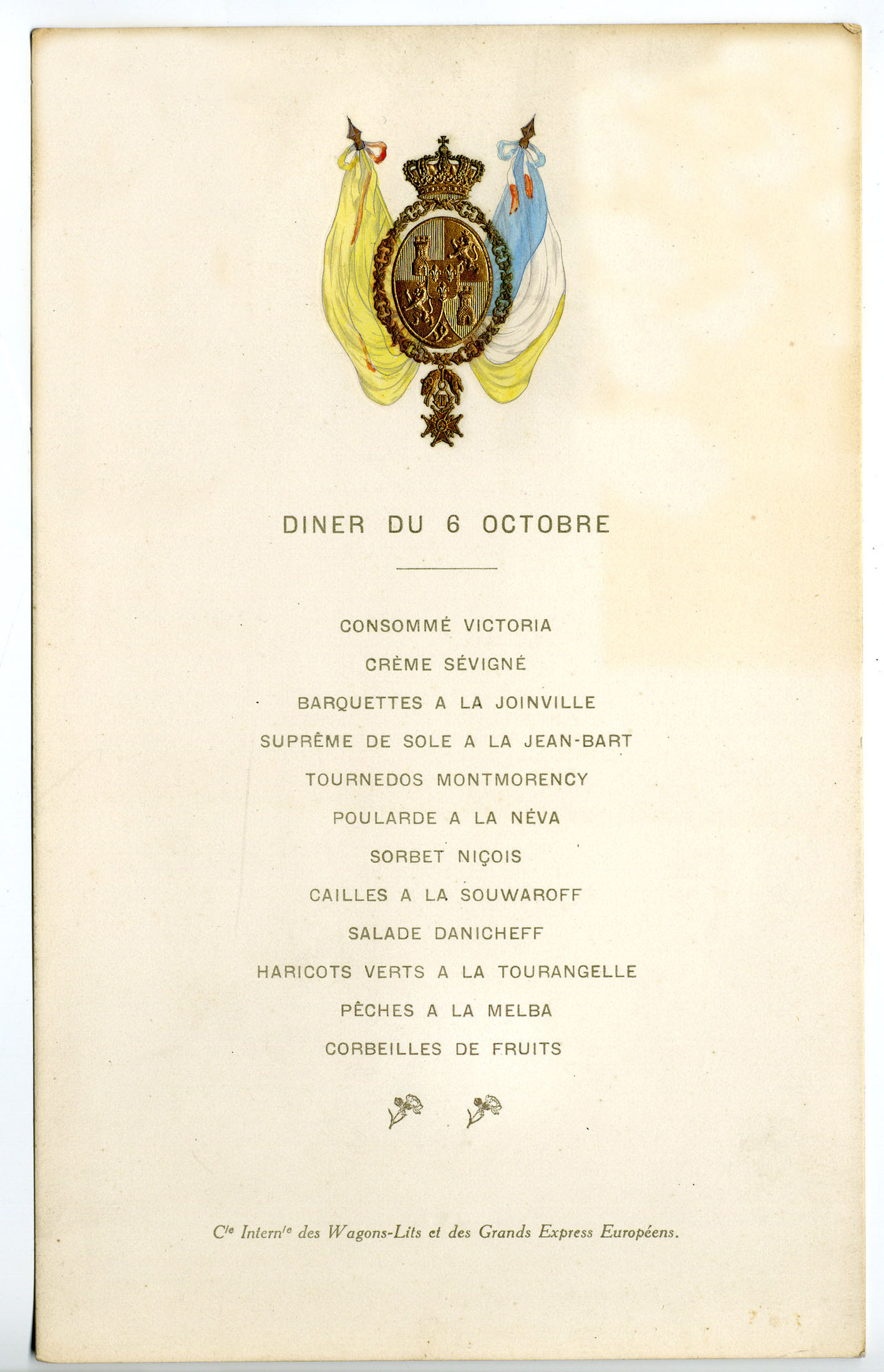
Menu servi à bord du train présidentiel français le 6 octobre 1913 lors du voyage officiel organisé pour la visite du roi d'Espagne

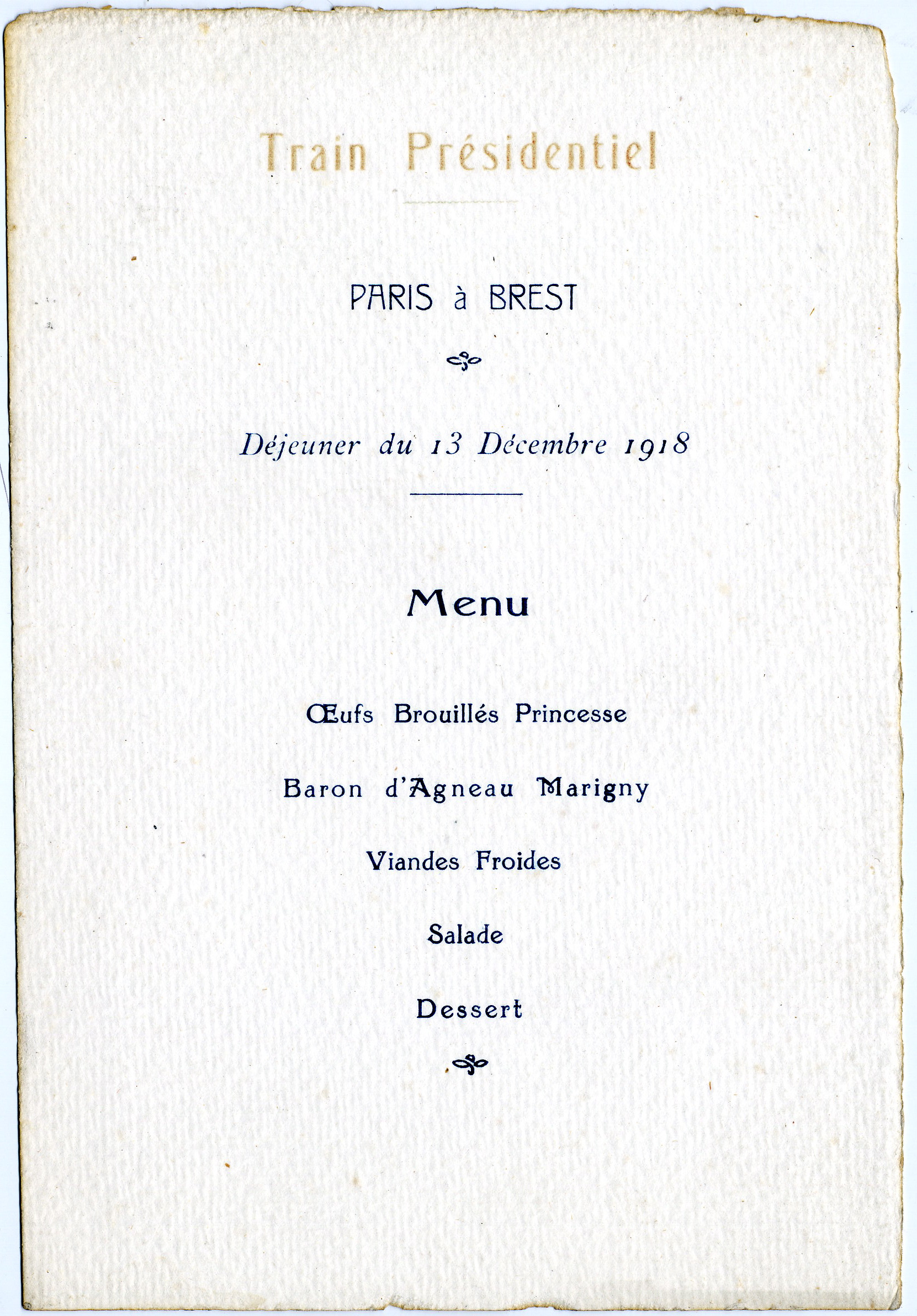
Menu servi à bord du train présidentiel français le 13 décembre 1918 lors d'un voyage de Paris à Brest

## PR2 - 1955
La PR2 est lancée en 1955 et utilisée la première fois par le président René Coty. La voiture présidentielle est construite en 1954 sur la base d'une voiture de 3e classe de 1924 de la Compagnie de l'Est.
Le châssis est renforcé pour supporter la surcharge du poids. La voiture est en effet blindée et climatisée. Les 11 compartiments d'origine sont supprimés. Ils sont remplacés par une plateforme d'honneur accessible par deux portes latérales, celles-ci intégrant un marche-pied escamotable. Cette plateforme permet d'accéder à un salon dont l'aménagement est fait par le décorateur Leleu. Il réalise spécialement une porte à quatre vantaux en laque ciselée et dorée représentant un panorama du Paris historique. Dans le prolongement du salon, se trouve un cabinet de travail, la chambre à coucher présidentielle et un cabinet de toilette avec une douche. La voiture comprend également deux autres chambres et un espace technique pour la chaudière et la climatisation.
La voiture est identifiable de l'extérieur par des armoiries de la Présidence de la République en bronze fixées de chaque côté du wagon, œuvre de Revol. Sa livrée est bleu méditerranée sur sa partie basse et grise à hauteur des fenêtres, les deux teintes étant séparées par un mince bandeau de couleur dorée courant tout le long de la voiture.
Le voyage inaugural est effectué le 12 mai 1955 lors d'un déplacement de René Coty au Havre. Le général de Gaulle utilise souvent ce train pendant sa présidence. Il sert également pour la visite officielle de Nikita Khrouchtchev en France en 1960. La voiture présidentielle effectue son dernier voyage le 11 février 1969 entre Marseille et Bry-sur-Marne.

## PR3 - 1972
Sous la présidence de Georges Pompidou, une nouvelle voiture présidentielle est mise en service. Elle est aménagée par l'architecte d'intérieur André Monpoix dans le style contemporain des années 1970. Entièrement capitonnée, la voiture comprend entre autres une salle de réunion, un salon et un boudoir. La première à l'utiliser est la reine Élisabeth II lors de sa visite en France en mai 1972. La reine du Danemark, Marguerite II, l'utilise également entre Le Havre et Paris en 1978,. Le train présidentiel est également utilisé quelquefois par Valéry Giscard d'Estaing et François Mitterrand.

## La fin
Les déplacements en train spéciaux des présidents furent abandonnés à la fin des années 1980, moins rapides et moins sûrs que l'avion. En effet, un déplacement dans un tel train obligeait à une surveillance et une inspection de la voie, et particulièrement des ponts.
Les voitures présidentielles du PR1 et PR2 sont exposées à la Cité du train à Mulhouse. La voiture présidentielle du PR3 aurait été détruite lors d'une tempête le 3 février 1990 par l'effondrement du toit du hangar qui l'abritait à Romilly-sur-Seine.